# I-372 (sous-marin)
L'I-372  (イ-372) est un sous-marin de Classe Type D (丁型/潜丁型潜水艦, Tei-gata/Sen-Tei-gata sensuikan) de la sous-classe D1 Mod.(丁型/潜輸改（伊三百七十二型）, Tei-gata/Sen'yu-Kai, classe I-372) en service dans la marine impériale japonaise durant la Seconde Guerre mondiale.
Il a servi pendant la Seconde Guerre mondiale et a été coulé en juillet 1945.

## Description
Les sous-marins de la sous-classe D1 étaient des sous-marins de transport à moyenne portée. La construction s'étalant entre 1943 et 1944
Ils ont un déplacement de 1 463 tonnes en surface et 2 251 tonnes en immersion. Les sous-marins mesuraient 73,5 mètres de long, avaient une largeur de 8,9 mètres et un tirant d'eau de 4,76 mètres. Les sous-marins permettaient une profondeur de plongée de 75 m et avaient un effectif de 55 officiers et membres d'équipage.
Kampon a été retenu comme fabricant des moteurs diesel Mk.23B Model 8. Pour la navigation de surface, les sous-marins étaient propulsés par deux moteurs diesel de 925 cv (680 kW), chacun entraînant un arbre d'hélice. En immersion, chaque hélice était entraînée par un moteur électrique de 600 chevaux-vapeur (441 kW). Ils pouvaient atteindre 13 nœuds (24 km/h) en surface et 6,5 nœuds (12 km/h) sous l'eau. En surface, les D1 avaient une autonomie de 15 000 milles nautiques (27 800 km) à 10 noeuds (19 km/h); en immersion, ils avaient une autonomie de 120 milles nautiques (200 km) à 3 noeuds (6 km/h).
Les sous-marins étaient armés de 2 tubes lance-torpilles internes de 53,3 cm à l'avant. Ils transportaient un torpille pour chaque tube, soit un total de 2 torpilles Type 95. Ils étaient également armés d'un canon de pont de 140 mm (L/40) Type 11e année pour le combat en surface et de 2 canons anti-aérien de 25 mm Type 96.

## Construction
Construit par l'Arsenal naval de Yokosuka au Japon, le I-372 a été mis sur cale le 10 février 1944 sous le nom de sous-marin de transport n°2961. Il a été lancé le 26 juin 1944 et renommé I-372. Il a été achevé et mis en service le 8 novembre 1944.

## Historique
Le I-372 est mis en service dans la Marine impériale japonaise le 8 novembre 1944 et rattaché au district naval de Sasebo. Le lieutenant de vaisseau (海軍大尉 (Kaigun-dai-i))) Matsushita Hiroshi est le commandant du sous-marin au moment de sa mise en service. Il est affecté au 11e escadron de sous-marins pendant sa mise au point.
Il est réaffecté le 8 janvier 1945 au 7e escadron de sous-marins du contre-amiral Owada Noborule de la 6e Flotte.

### Opérations de transport
Le 8 février 1945, le I-372 quitte Yokosuka à destination de Takao sur Formose. Il doit alors secourir les pilotes de l'armée de l'air impériale japonaise bloqués à Batulinao dans la région d'Aparri, au nord de Luçon, dans les îles Philippines, à la suite des revers japonais dans la campagne des Philippines, mais après la perte des sous-marins Ro-112 et Ro-113 qui tentaient de récupérer les pilotes, il reçoit l'ordre d'annuler la mission et de retourner au Japon. Il arrive à Kure le 14 février 1945.
Les Japonais envisagent ensuite d'envoyer le I-372 à Iwo Jima avec une cargaison d'obus d'artillerie, mais abandonnent l'idée. A la place, le 16 février 1945, le I-372 commence à être converti au chantier naval de Kure en un sous-marin-citerne capable de transporter 90 tonnes d'essence d'aviation. A la mi-mars 1945, il est transféré à Yokosuka, et le 20 mars 1945, le 7e escadron de sous-marins est désactivé et il est réaffecté à la 16e division de sous-marins avec les sous-marins Ro-369, Ha-101, Ha-102 et Ha-104.
Le 1er avril 1945, le I-372 quitte Yokosuka pour un voyage de ravitaillement vers l'île Wake. Le 4 avril 1945, la Fleet Radio Unit, Melbourne (FRUMEL), une unité alliée de renseignement sur les signaux, basée à Melbourne, en Australie, a signalé qu'elle a intercepté et décrypté le trafic de signaux japonais indiquant qu'un sous-marin japonais arriverait à l'île Wake le 17 avril 1945 et y commencerait plusieurs nuits d'opérations de déchargement et de chargement. Le sous-marin USS Sea Owl de l'US Navy (la marine américaine) est alerté à 4 heures le 16 avril 1945 par un signal de renseignement Ultra de Guam et entreprend d'intercepter le sous-marin japonais.
Le 18 avril 1945, le Sea Owl détecte le I-372 sur son radar à 7 milles nautiques (13 km) au nord-ouest de Wake. Le détecteur radar du I-372 ne détecte pas le signal du radar du Sea Owl, et le 'I-372 mouille à Wake sans que son équipage ne se rende compte que des forces alliées se trouvent dans la zone. Le eeSea Owlee s'approche du mouillage et tire trois torpilles sur le I-372 à une distance de 1 500 m. Deux d'entre elles n'ont pas explosé, et la troisième a manqué le I-372 mais a détruit la jetée de l'île Wake. Le I-372 plonge en catastrophe, et après la Seconde Guerre mondiale, le Comité d'évaluation conjoint Armée/Marine des États-Unis a attribué à tort au Sea Owl le naufrage du sous-marin Ro-56 ce jour-là.
Le I-372 ne refait surface que le 19 avril 1945, lorsqu'il termine le déchargement de sa cargaison - qui comprend assez de riz pour nourrir la garnison de l'île Wake pendant dix jours - et embarque 29 passagers. Il fait ensuite route vers Yokosuka, qu'il atteint le 29 avril 1945.
Le prochain ravitaillement du I-372 est également destiné à l'île Wake. Il quitte Yokosuka le 15 juin 1945 mais FRUMEL détecte de nouveau ses mouvements, signalant ce jour-là qu'"un sous-marin japonais a quitté la baie de Tokyo à 9 heures le 15 [juin 1944] pour passer à 5 milles nautiques (9,3 km) au sud de Nojima Saki à 20h00 sur le passage vers l'île Wake". Il évite cependant d'être intercepté par les forces alliées et arrive à Wake le 28 juin 1945, décharge sa cargaison et repart vers Yokosuka, où il arrivele 10 juillet 1945.

### Perte
Lors d'un raid aérien sur Yokosuka par des avions de la Task Force 38 de la marine américaine le 18 juillet 1945, le I-372 est attaqué par des bombardiers torpilleurs Grumman TBM Avenger et des chasseurs Grumman F6F Hellcat des porte-avions USS Essex, USS Randolph, USS Shangri-La, et USS Belleau Wood. L'attaque tue un membre de son équipage, et une bombe qui a atterri près du bord a rompu sa soute tribord. Il a lentement coulé. Considéré comme ne pouvant pas être sauvé, il est abandonné.

### Disposition finale
Les hostilités entre le Japon et les Alliés ont pris fin le 15 août 1945, et en septembre 1945, des plongeurs de la marine américaine, à bord du ravitailleur de sous-marins USS Proteus, ont inspecté l'épave du I-372.
Les Japonais l'ont rayé de la liste de la marine le 15 septembre 1945.
En août 1946, l'épave a été renflouée, remorquée en eau profonde et sabordée.